# 연안해군

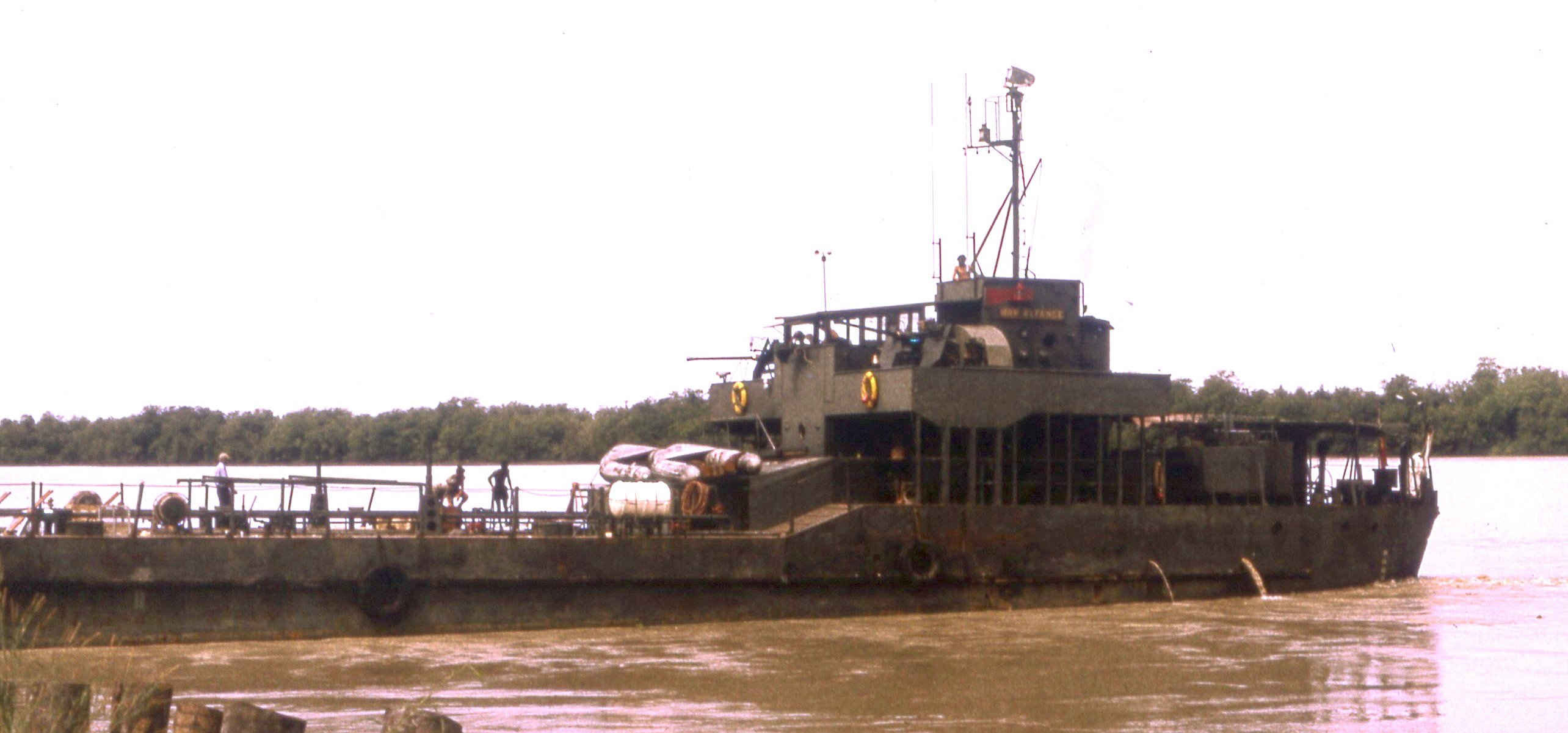

연안해군(沿岸海軍) 또는 강상해군(江上海軍, riverine warfare), 갈색수역(褐色水域, Brown-water navy}})은 하천이나 천해대를 작전구역으로 삼는 해군이다.  미국 내전 당시 북군이 남군의 미시시피강상수운을 고사시킨 아나콘다 계획이 그 시초이며, 현대전에서는 베트남 전쟁에서의 메콩강상 전투들이 이에 속한다. 미시시피강이나 메콩강이 모두 토사로 인해 혼탁한 갈색 강물인 데서 이름이 비롯되었다.
검푸른 깊은 바다를 작전구역으로 하는 대양해군(청색수역)과 상극 개념이다. 양자의 중간에 지역해군(녹색수역)이 있다.

## 같이 보기
- 세르비아 소함대
- 지역해군